# Kevin Stenlund
Kevin Stenlund (né le 20 septembre 1996 à Stockholm en Suède) est un joueur professionnel suédois de hockey sur glace. Il évolue au poste de centre.

## Biographie

### Carrière en club
Formé au IFK Tumba, il poursuit son apprentissage dans les équipes de jeunes du HV71. En 2014-2015, il débute en senior dans la SHL. Lors du repêchage d'entrée dans la LNH 2015, il est choisi au 2e tour, en 58e position au total par les Blue Jackets de Columbus. En 2017, il remporte le Trophée Le Mat avec HV71. Il part ensuite en Amérique du Nord et est assigné aux Monsters de Cleveland, club-école des Blue Jackets dans la Ligue américaine de hockey. Le 12 janvier 2019, il joue son premier match dans la Ligue nationale de hockey avec les Blue Jackets de Columbus chez les Capitals de Washington. Le 17 décembre 2019, il marque son premier but dans la LNH chez les Red Wings de Détroit. Il remporte la Coupe Stanley 2024 avec les Panthers de la Floride.

### Carrière internationale
Il représente la Suède en sélections jeunes.

## Statistiques
| Saison     | Équipe                   | Ligue             |     | Saison régulière | Saison régulière | Saison régulière | Saison régulière | Saison régulière |   | Séries éliminatoires | Séries éliminatoires | Séries éliminatoires | Séries éliminatoires | Séries éliminatoires |
| Saison     | Équipe                   | Ligue             | PJ  | B                | A                | Pts              | Pun              | PJ               | B | A                    | Pts                  | Pun                  |                      |                      |
| 2014-2015  | HV 71                    | SHL               | 17  | 1                | 0                | 1                | 2                | -                | - | -                    | -                    | -                    |                      |                      |
| 2015-2016  | HV 71                    | SHL               | 43  | 1                | 1                | 2                | 20               | 6                | 1 | 0                    | 1                    | 2                    |                      |                      |
| 2015-2016  | HC Vita Hästen           | HockeyAllsvenskan | 1   | 0                | 0                | 0                | 0                | -                | - | -                    | -                    | -                    |                      |                      |
| 2016-2017  | HV 71                    | SHL               | 48  | 13               | 7                | 20               | 16               | 16               | 4 | 6                    | 10                   | 6                    |                      |                      |
| 2016-2017  | Västerviks IK            | HockeyAllsvenskan | 2   | 1                | 3                | 4                | 2                | -                | - | -                    | -                    | -                    |                      |                      |
| 2017-2018  | HV 71                    | SHL               | 43  | 7                | 15               | 22               | 28               | 2                | 0 | 1                    | 1                    | 2                    |                      |                      |
| 2017-2018  | Monsters de Cleveland    | LAH               | 7   | 0                | 2                | 2                | 4                | -                | - | -                    | -                    | -                    |                      |                      |
| 2018-2019  | Monsters de Cleveland    | LAH               | 59  | 15               | 10               | 25               | 12               | 5                | 1 | 0                    | 1                    | 0                    |                      |                      |
| 2018-2019  | Blue Jackets de Columbus | LNH               | 4   | 0                | 0                | 0                | 4                | -                | - | -                    | -                    | -                    |                      |                      |
| 2019-2020  | Blue Jackets de Columbus | LNH               | 32  | 6                | 4                | 10               | 8                | 2                | 1 | 0                    | 1                    | 0                    |                      |                      |
| 2019-2020  | Monsters de Cleveland    | LAH               | 33  | 6                | 12               | 18               | 24               | -                | - | -                    | -                    | -                    |                      |                      |
| 2020-2021  | Blue Jackets de Columbus | LNH               | 32  | 5                | 5                | 10               | 8                | -                | - | -                    | -                    | -                    |                      |                      |
| 2021-2022  | Blue Jackets de Columbus | LNH               | 3   | 0                | 0                | 0                | 2                | -                | - | -                    | -                    | -                    |                      |                      |
| 2021-2022  | Monsters de Cleveland    | LAH               | 42  | 8                | 17               | 25               | 20               | -                | - | -                    | -                    | -                    |                      |                      |
| 2022-2023  | Jets de Winnipeg         | LNH               | 54  | 6                | 3                | 9                | 20               | 5                | 1 | 0                    | 1                    | 2                    |                      |                      |
| 2022-2023  | Moose du Manitoba        | LAH               | 19  | 4                | 10               | 14               | 26               | -                | - | -                    | -                    | -                    |                      |                      |
| 2023-2024  | Panthers de la Floride   | LNH               | 81  | 11               | 4                | 15               | 62               | 24               | 0 | 1                    | 1                    | 8                    |                      |                      |
| 2024-2025  | Club de hockey de l'Utah | LNH               | 82  | 14               | 14               | 28               | 40               | -                | - | -                    | -                    | -                    |                      |                      |
| Totaux LNH | Totaux LNH               | Totaux LNH        | 288 | 42               | 30               | 72               | 144              | 31               | 2 | 1                    | 3                    | 10                   |                      |                      |

## Trophées et honneurs personnels

### Ligue nationale de hockey
- 2023-2024 : remporte la Coupe Stanley avec les Panthers de la Floride